# 테고마스 4th 라이브 테고마스의 청춘
《테고마스 4th 라이브 테고마스의 청춘》(テゴマス 4th ライブ テゴマスの青春 테고마스 4th 라이브 테고마스노세이슌[*])은 테고마스의 4번째 라이브 비디오 음반이다.

## 수록 내용

### DISC1
1. ヒカリ / 빛
2. 蒼色ジュブナイル / 푸른색 주버널
3. 音色 / 음색
4. ひとりじゃない / 혼자가 아니야
5. MC
6. ファンタジア / 판타지아
7. いつかの街 / 언제가의 거리
8. 魔法のメロディ / 마법의 멜로디
9. 少年〜Re:Story〜 / 소년~Re:Story~
10. MC
11. 青いベンチ / 파란 벤치
12. きれいごと / 내용은 하여튼 겉치레만은 좋은 것
13. MC
14. タイムマシン / 타임머신
15. MC
16. サヨナラにさよなら / 사요나라에 안녕
17. シュプレヒコール / 슈프레히코르
18. innocence
19. 猫中毒 / 고양이 중독
20. MC
21. 花に想いを / 꽃에 마음을
22. ミソスープ / 미소수프
23. キッス～帰り道のラブソング～ / 키스~돌아오는 길의 러브송~
24. MC
25. 色鮮やかな君が描く明日の絵 / 화려한 색의 네가 그리는 내일의 그림
26. 夕焼けと恋と自転車 / 노을과 사랑과 자전거
27. ハルメキ / 하루메키

### DISC2
ENCORE
1. 月の友達 / 달의 친구
2. MC
3. ヒカリ / 빛

투어 다큐멘터리~청춘의 속~
초회반에는 100분에 달하는 투어 다큐멘터리를 수록. 리허설부터 각 회장에서의 무대 뒤, 투어 최종일까지를 완전 밀착.
통상반에는 투어 다큐멘터리를 약 6분에 정리한, 다이제스트를 수록.